# Fagrskinna

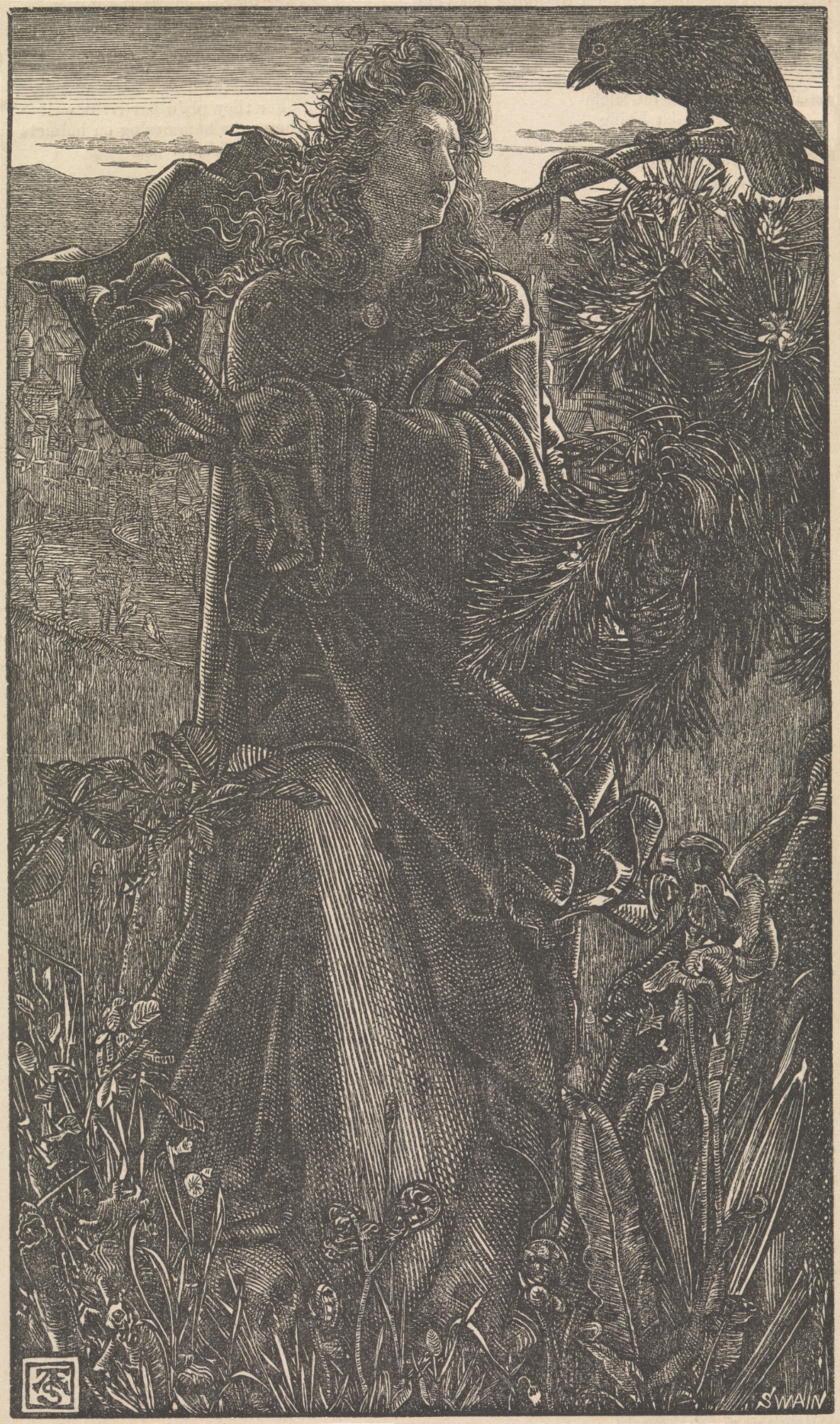
Conversation entre une valkyrie et un corbeau par Frederick Sandys, 1862.

La Fagrskinna est une œuvre littéraire médiévale. Elle fait partie des sagas royales. Elle fut écrite aux alentours de 1220 en Norvège, par un auteur inconnu, probablement islandais ou norvégien.
Elle contient un récit de l'histoire de la Norvège du IXe siècle au XIIe siècle, depuis le règne de Halfdan III de Vestfold jusqu'à la bataille de Re en 1177.